# Cornelia Sorabji
Cornelia Sorabji (Nashik, 5 novembre 1866 – Londra, 6 luglio 1954) è stata un'avvocata indiana, prima donna indiana laureatasi all'Università di Mumbai e prima a studiare legge all'Università di Oxford, prima donna avvocata in India e prima donna a esercitare la professione legale in India e Gran Bretagna.

## Biografia

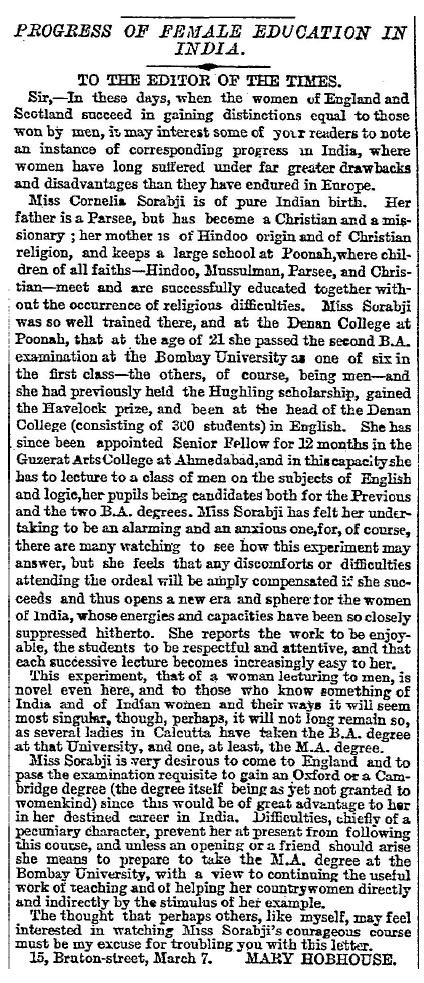
Articolo di Marie Hobhouse pubblicato su The Times, 13 aprile 1888.

Nata in una famiglia della comunità parsiana di nove figli, il padre era il reverendo Sorabji Karsedji, un missionario favorevole all'ammissione delle donne all'università, Sua madre, Francina Ford, adottata e cresciuta da una coppia britannica, aveva contribuito alla creazione di diverse scuole femminili a Poona (ora Pune) e grazie alla sua forte posizione sociale era stata spesso consultata dalle donne indiane in questioni relative all'eredità o ai diritti di proprietà. Prima donna laureatasi all'Università di Mumbai, chiede aiuto alla National Indian Association per continuare gli studi in Inghilterra sostenuta in questa sua richiesta da Marie Hobhouse (il cui marito Arthur era membro del Consiglio dell'India) e da Adelaide Manning, che contribuì finanziariamente assieme a Florence Nightingale ed altri.
Arrivata in Inghilterra nel 1889 si sistemò in una casa con Adelaide Manning e Marie Hobhouse. Nel 1892 ricevette un permesso speciale con decreto del Congresso, in gran parte su richiesta dei suoi amici inglesi, per sostenere l'esame di diritto civile al Somerville College di Oxford, diventando così la prima donna a ottenere questo titolo. Fu anche la prima donna ad essere ammessa nel 1890 come lettrice alla Codrington Library dell'All Souls College, su invito di Sir William Anson.

## Carriera professionale
Al suo ritorno in India nel 1894, fu coinvolta nel lavoro sociale per conto delle purdahnashin, donne a cui è proibito comunicare con il mondo maschile, in molti casi detentrici di proprietà considerevoli, ma prive della possibilità di accedere alle competenze legali necessarie per difendersi. Cornelia ricevette un'autorizzazione speciale per difenderle davanti agli agenti britannici dei principati di Kathiawar e Indore ma non in tribunale poiché, in quanto donna, non le veniva riconosciuta alcuna posizione professionale nell'ordinamento giuridico indiano. Sperando di porre rimedio a questa situazione, sostenne l'esame di legge all'Università di Mumbai nel 1897 e l'esame per diventare difensore presso l'Alta Corte di Allahabad nel 1899. Tuttavia, una volta superati questi esami, non fu riconosciuta come avvocato fino al 1923, quando fu emendata la legge che vietava alle donne di esercitare la professione.
Nel 1902 lanciò una petizione all'India Office per essere autorizzata a diventare un consulente legale e per poter rappresentare donne e minori davanti ai tribunali provinciali. Nel 1904 fu nominata assistente del tribunale della parrocchia del Bengala e nel 1907 lavorò nelle province di Bengala, Bihar, Orissa e Assam. Durante la sua carriera, durata due decenni, seguì più di 600 donne e orfani nei loro procedimenti legali, a volte pro bono; alcuni di questi casi sono raccontati in Between the Twilights e nelle sue due autobiografie. Quando nel 1924 l'India aprì alle donne l'accesso alla professione legale, lei iniziò a esercitare nella provincia di Calcutta. Tuttavia, a causa della discriminazione sessista, si dovette limitare a preparare pareri sui casi, piuttosto che intervenire in tribunale.
Cessò l'attività professionale nel 1929 e si trasferì a Londra, tornando in India durante l'inverno. Morì nella sua casa di Northumberland, Green Lanes, nel distretto di Manor House, Londra, il 6 luglio 1954.

## Scritti
Oltre al suo lavoro di riformatrice sociale e giuridica, Cornelia Sorabji scrisse diversi di libri, racconti e articoli:
- 1901: Love and Life Beyond the Purdah, Londra: Fremantle & Co.;
- 1904: Sun-Babies: studi sulla vita infantile dell'India, Londra: John Murray;
- 1908: Between the Twilights: Being studies of India women by one of them, London: Harper;
- 1916: Indian Tales of the Great Ones Between Men, Women and Bird-People, Bombay: Blackie;
- 1917: Il Purdahnashin, Bombay: Blackie;
- 1924: Pertanto: Un'impressione di Sorabji Kharshedji Langrana e sua moglie Francina, Londra: Oxford University Press, Humphrey Milford;
- 1930: Gold Mohur: Time to Remember, Londra: Alexander Moring;
- 1932: Susie Sorabji, Christian-Parsee Educationist of Western India: A Memoir, London: Oxford University Press.

Ha scritto due opere autobiografiche, intitolate India Calling: The Memories of Cornelia Sorabji (Londra: Nisbet & Co., 1934) e India Recalled (London: Nisbet & Co., 1936).
Collaborò con numerosi periodici, come The Asiatic Review, The Times Literary Supplement, Atlantic Monthly, Calcutta Review, The Englishman, Macmillan's Magazine, The Statesman e The Times.